# 亀崎直樹
亀崎 直樹（かめざき なおき、1956年 - ）は、日本の動物学者。特にウミガメの研究に力を注いでいる。国際ウミガメ学会理事、NPO法人日本ウミガメ協議会前会長、神戸市立須磨海浜水族園学術研究統括（前：園長）、岡山理科大学生物地球学部教授。

## 略歴
- 1956年（昭和31年）、愛知県豊橋市生まれ[2]。銀行に勤務していた父の転勤のため、大阪府堺市・大分県大分市・大阪府枚方市などで育つ。
- 1975年（昭和50年）、大阪府立市岡高等学校卒業。
- 1979年（昭和54年）、鹿児島大学水産学部卒業後、愛知県の名古屋鉄道に入社し、水族館の運営に関わり南知多ビーチランドで飼育員を務めた。名鉄を退職後、八重山海中公園研究所に赴任。研究所を退後、京都大学の大学院に進学。
- 1997年（平成9年）、京都大学大学院人間・環境学研究科博士後期課程修了。京都大学から博士（人間・環境学）の学位を取得。博士論文の題は「日本産ウミガメ類の自然史に関する研究」[3]。
- 2010年（平成22年）4月、神戸市立須磨海浜水族園園長に就任[4]。
- 2014年（平成26年）4月、岡山理科大学生物地球学部教授に就任。それに伴い神戸市立須磨海浜水族園園長を退任し、同園学術研究総括に就任。
- 2018年（平成30年）2月、国際ウミガメ学会特別功労賞受賞。

## メディア出演など
- NHK連続テレビ小説『ウェルかめ』のウミガメ監修。
- 夢の扉 〜NEXT DOOR〜（2009年（平成21年）10月4日放送分）出演。
- 『ウミガメの旅』（ポプラ社）監修。

## 著書
- 吉岡基; 亀崎直樹 (2000), 林良博、武内和彦編集, ed., イルカとウミガメ：海を旅する動物のいま, 4, 岩波書店, ISBN 4000067249
- 『現代を生きるための生物学の基礎』（2007年9月・化学同人）
- 亀崎直樹『エビ・ヤドカリ』新星図書出版 1988 新星図鑑シリーズ 沖縄海中生物図鑑；第8巻 甲殻類||コウカクルイ https://ci.nii.ac.jp/ncid/BN02687181
- 宇井晋介、亀崎直樹『海藻・海浜植物』新星図書出版 1988 新星図鑑シリーズ 沖縄海中生物図鑑；第6巻　https://ci.nii.ac.jp/ncid/BN0267590X

日本ウミガメ協議会、亀崎直樹、薮田慎司、菅沼弘行『日本のウミガメの産卵地』日本ウミガメ協議会 1994 https://ci.nii.ac.jp/ncid/BB05900065
- 亀崎直樹、通事祐子、松沢慶将『日本のアカウミガメの産卵と砂浜環境の現状 = Current Status of Japanese Loggerhead Turtle Nesting and Beach Environment』日本ウミガメ協議会 2002 https://ci.nii.ac.jp/ncid/BA86307565
- 亀崎直樹『現代を生きるための生物学の基礎』化学同人 2007 9784759810837 https://ci.nii.ac.jp/ncid/BA83156827
- 亀崎直樹『ウミガメの自然誌：産卵と回遊の生物学 = Natural history of sea turtles in Japan』東京大学出版会 2012 9784130661614 https://ci.nii.ac.jp/ncid/BB10262977

## 論文
- 国立情報学研究所収録論文 国立情報学研究所